# The Musketeers of Pig Alley
The Musketeers of Pig Alley és una pel·lícula muda de la Biograph dirigida per D.W. Griffith i interpretada per Lillian Gish i Elmer Booth, entre d'altres. Es va estrenar el 31 d'octubre de 1912. És considerada com la primera pel·lícula que coneixem o que ha sobreviscut amb temàtica de gàngsters i també per ser una de les primeres en utilitzar la tècnica del follow focus. Es guarda una còpia a la secció de cinematografia del Museum of Modern Art de Nova York.

## Argument
Una pobre parella viu a Nova York amb la mare d'ella. El marit és músic i per tal de guanyar diners ha de marxar deixant les dues dones soles. Un dia que surt de casa la dona es troba amb Snapper Kid, cap de la banda dels mosqueters, que li vol fer un petó però ella no es deixa i li dona una bufetada. L'home s'admira del seu caràcter i li diu al seu company que aquella dona acabarà sent seva. Poc després, mor la mare d'ella.
En tornar el marit, en el carreró del porc (Pig Alley) es troba a un amic i li comenta que ha guanyat força diners. La conversa la sent Snapper Kid, cap de la banda dels mosqueters, que amb uns companys l'assalten i li roben la cartera just abans d'entrar a casa. Mentrestant, una amiga visita la dona i la convenç per a que vingui amb ella a ballar. En el ball coneix un home, cap d'una banda rival, que la convida a un refresc en el que hi posa un narcòtic sense que ella se n'adoni. Això ha estat observat per Snapper que impedeix que l'home la narcotitzi per abusar d'ella. Ells dos esdevenen rivals.
Es produeix un tiroteig entre les dues bandes al carreró i el marit apareix en aquest moment i reconeix Snapper com el que li ha robat els diners. Li agafa la cartera i fuig cap al seu apartament on explica el que li ha passat. Mentrestant arriba la policia al carreró i Snapper s'escapa i es refugia a l'apartament de la parella i li demana que el refugiï ja que es troba en aquesta situació per culpa seva. Aleshores descobreix el marit i no sap endevinar de què el coneix. Ella li diu que és el seu marit i Snapper endevina que no té res a fer amb la noia. Quan marxa, a la porta el deté la policia però ell diu que es confonen que s'ha passat la tarda a l'apartament dels seus amics cosa que ells dos confirmen, per recompensar l'ajuda prèvia de Snapper en el ball.

## Repartiment
- Elmer Booth (Snapper Kid, cap de la banda dels mosqueters)
- Walter Miller (el music)
- Lillian Gish (dona del music)
- Clara T. Bracy (la seva mare)
- Alfred Paget (cap de la banda rival)
- John T. Dillon (policia)
- Madge Kirby (l'amiga de la dona)
- Harry Carey (segon de Snapper)
- Robert Harron (membre de la banda rival/ al carreró / al ball)
- W. C. Robinson (membre de la banda rival, Spike Robinson)
- Adolph Lestina (camarer)
- Jack Pickford (membre de la banda / al ball)
- Gertrude Bambrick (noia al ball, no acreditada)
- Lionel Barrymore (l'amic del músic, no acreditat)
- Kathleen Butler (al carrer / al ball, no acreditada)
- Christy Cabanne (al ball, no acreditat)
- Donald Crisp (membre de la banda rival, no acreditat)
- Frank Evans (al ball, no acreditat)
- Dorothy Gish (al carrer, no acreditada)
- Walter P. Lewis (al carreró / al ball, no acreditat)
- Antonio Moreno (membre de la banda / al ball, no acreditat)
- Marie Newton (al ball, no acreditada)
- J. Waltham (al carreró, no acreditat)

## Producció

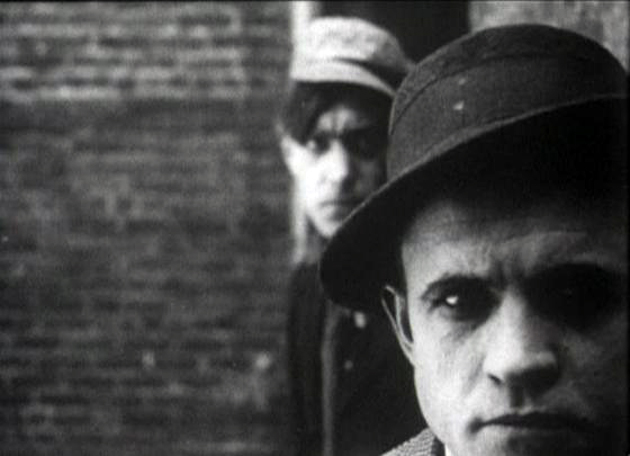
Fotograma on es mostra l'ús del follow focus a la pel·lícula

La pel·lícula, enèsima col·laboració entre Griffith i el seu càmera G. W. (Billy) Bitzer, es va filmar la tardor de 1912 a l'East Side de Nova York i alguns carrers de Fort Lee, lloc on es trobaven la majoria de les companyies cinematogràfiques americanes en aquell moment, i on també es van filmar els interiors.

## Rellevància
Escrita pel mateix Griffith i Anita Loos, “The Musketeers of Pig Alley” és una de les pel·lícules d'una bobina mes rellevants del director. La pel·lícula, considerada com la primera pel·lícula de gàngsters, forma part d'un cicle de pel·lícules a través de les quals Griffith va criticar la violència i els funcionaris públics deshonestos que plagaven les ciutats americanes. Narra la història d'una guerra de bandes al Lower East Side de Nova York, i com la gent està a mercè d'aquestes.
En ella s'observa el que possiblement és el primer exemple d'ús del follow focus, en l'escena en què la càmera desenfoca el fons mentre els tres gàngsters avancen pel carreró durant la batalla amb la banda rival. També és un exemple primerenc de l'ús efectiu de la cinematografia per dramatitzar l'acció en l'entorn urbà amb l'ús del deep focus per tal que l'acció en primer pla ocupi un camp més extens que el fons. En les escenes del ball grups de persones flanquegen contínuament els extrems de la imatge empetitint el fons per a l'espectador. Per tal d'accentuar aquesta sensació de composició, Griffith filma en un angle que manté visible una de les parets laterals del conjunt: aquest enquadrament asimètric no només ajuda a delimitar l'espai de la pantalla, sinó que també proporciona a les composicions un grau d'”angularitat”, que compensa la frontalitat de les posicions dels actors.
El 2016, el National Film Registry de la Biblioteca del Congrés dels Estats Units la va seleccionar per a la seva preservació degut al seu interès cultural, històric o estètic.